# 法蒂爾·沃柯里球場
法迪爾·沃克里體育場，前稱普里什蒂納體育場，是位於科索沃普里什蒂納（Pristina）的多功能體育場，主要用於足球比賽，是普里什蒂納足球俱樂部和科索沃國家足球隊的主場。該體育場可容納13500人。
科索沃的國家隊主場隨於2018年更名為Fadil Vokrri Stadium（法迪勒·沃克里體育場），以紀念當時剛去世不久的法蒂爾·沃柯里。

## 歷史
球場建造於1951年。